# 157 Carinae
157 Carinae (l Carinae) é uma estrela na direção da Carina. Possui uma ascensão reta de 09h 45m 14.83s e uma declinação de −62° 30′ 28.5″. Sua magnitude aparente é igual a 3.69. Considerando sua distância de 1509 anos-luz em relação à Terra, sua magnitude absoluta é igual a −4.64. Pertence à classe espectral G5Iab/Ib. É uma estrela variável cefeida.